# Náboženský sionismus
Náboženský sionismus nebo nábožensko-sionistické hnutí, jehož jeden z proudů se nazývá hnutí Mizrachi) je ideologií, jež spojuje sionismus a judaismus, stavějící sionismus na principech Tóry. Jeho přívrženci se obecně nazývají „pletená kipa“ (kipa sruga).

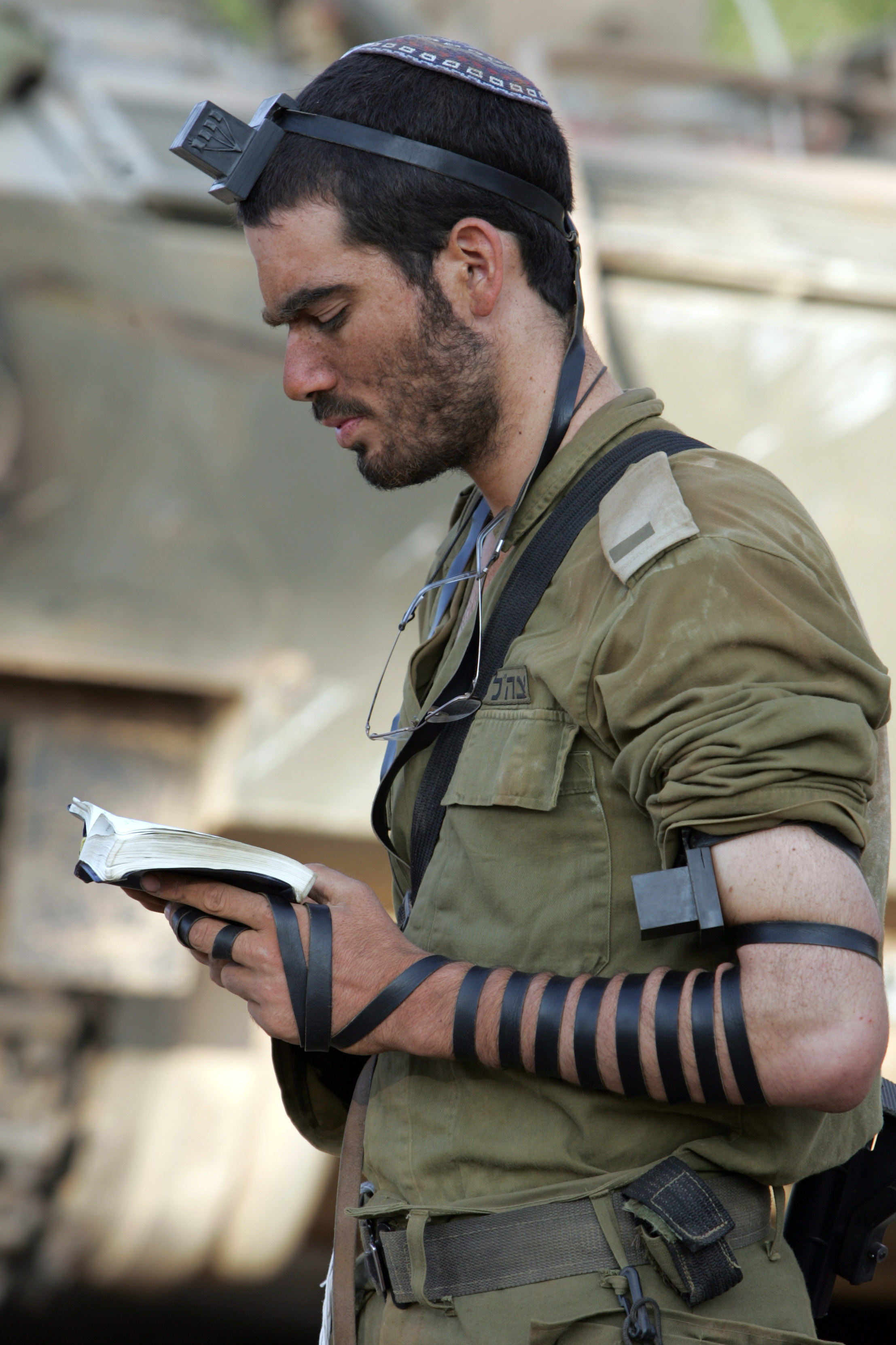

## Základní principy
Náboženský sionismus je frakcí v rámci sionistického hnutí, které ospravedlňuje sionistický program vybudovat židovský stát v Erec Jisra'el na bázi judaismu.
Roku 1862 publikoval německý ortodoxní rabín Cvi Hirsch Kalischer knihu Drišat Cijon (Hledání Sionu), v níž tvrdí, že vykoupení Židů, slíbené proroky, může přijít jenom díky lidské iniciativě.
Hlavním ideologem moderního náboženského sionismu byl rabín Abraham Isaac Kook, ač byl „charedi“ a nikoliv „dati le'umi“.
Náboženský sionismus je často zmiňován v souvislosti s (zejména americkým) evangelikalismem, který je mu blízký v podpoře návratu všech Židů do Izraele, obnovení Země Izrael v biblických hranicích aj. Roku 2024 přinesl český religionistický portál Náboženský infoservis informace o zatmění Slunce a následných aktivitách k rituální očistě kněží pro připravovaný Třetí chrám podle biblické knihy Nu 19, 2–6 (Kral, ČEP). Komentátoři dále zmiňují tyto aktivity jako poukaz těchto evangelikálních autorit na údajný úpadek (americké) civilizace.

### Některé osobnosti hnutí
Seznam je seřazen abecedně.
- Rabín Jehuda Amital – bývalý roš ješiva ješivy Har Ecijon
- Rabín Ja'akov Ari'el, vrchní rabín Ramat Ganu
- Rabín Jisra'el Ari'el, zakladatel Chrámového institutu („Mechon ha-mikdaš“), který je zaměřen na přípravu Třetího chrámu.
- Rabín Šlomo Aviner – předseda ješivy Ateret kohanim
- Rabín Dov Bigon – roš ješiva ješivy Machon Me'ir
- Šaj Čarka – ilustrátor, autor komiksů s náboženskou tematikou
- Rabín Chajim Drukman – bývalý člen Národní náboženské strany
- Rabín Mordechaj Elijahu – neoficiální duchovní vůdce strany Národní náboženské strany
- Rabín Binjamin (Benny) Lau – rabín Rambanovy synagogy v Jeruzalémě
- Ja'akov Kac – předseda strany Národní jednota
- Rabín Me'ir Kahane, americko-izraelský rabín, člen Knesetu, zavražděný v New Yorku. Zakladatel americké Židovské obranné ligy a izraelské strany Kach.
- Rabín Dov Li'or – rabín Hebronu
- Zevulun Orlev – poslanec strany Židovský domov
- Rabín Avraham Šapira – roš ješiva ješivy Merkaz ha-rav